# Piazza (motorfiets)
Piazza is een Italiaans historisch merk van motorfietsen.
De bedrijfsnaam was: Ditta A. Piazza & Figli, Torino.
Voormalig fietsproducent Antonio Piazza begon in 1924 met de productie van lichte twee- en viertakt-clip-on motoren en later maakte hij complete motorfietsen met 124- en 174cc-zij- en kopklepmotoren. De motorblokken werden als inbouwmotor ook aan andere fabrieken geleverd. In de jaren dertig waren er Piazza-modellen met motoren tot 498 cc. De productie eindigde in 1937.